# Los misterios de la jungla negra
Los misterios de la jungla negra (italiano: I misteri della jungla nera) es una novela de aventuras del escritor italiano Emilio Salgari. Fue publicada en 1895. Es la segunda obra del ciclo Piratas de la Malasia que narra las peripecias del pirata malayo ficticio Sandokán.
Anteriormente, la novela había circulado por entregas en 1887 con el título de Gli strangolatori del Gange. Después fue publicada en 1893 y 1894 bajo el título de L'amore di un selvaggio. La novela tiene un desarrollo argumental totalmente independiente de Los tigres de Mompracem, primera obra del ciclo de Sandokán.

## Trama
Tremal-Naik, un famoso cazador de tigres y serpientes, vive tranquilamente en la jungla negra de los Sundarbans durante varios años. Una noche, surge ante él una rara aparición: la de una hermosa joven. Inmediatamente la mujer se desvanece. Días después se escucha en la selva una música extraña. Luego, uno de sus hombres es hallado muerto sin una marca sobre su cuerpo. Tremal-Naik se interna en las profundidades de la jungla de los Sundarbans junto a su criado Kammamuri, de la tribu de los Maharattos, en busca de respuestas. Tremal-Naik encuentra de nuevo a la joven en un templo. Se llama Ada Corishant y es hija de un oficial británico. Había sido raptada por los Thugs para convertirla en la reencarnación de la siniestra diosa Kali. Tremal-Naik se enamora perdidamente de Ada. Tremal-Naik y Kammamuri intentan rescatarla. 

## Título alternativo en español
- Fue inicialmente publicado por entregas en 1887, bajo el título Gli strangolatori del Gange. Y publicado nuevamente en 1893 y 1894 bajo el título L'amore di un selvaggio.
- La editorial La Nación, de Buenos Aires, la publicó en 1913 con el título de El cazador de serpientes.
- La editorial Acme, de Buenos Aires, la tituló: Los misterios de la jungla negra.
- La editorial Orbis, de Barcelona, en su colección «Emilio Salgari», la publicó en dos tomos: Los misterios de la India y La jungla negra.

## Continuación
En la novela Los piratas de la Malasia (1896), Tremal-Naik y Kammakuri conocen a Sandokán y serán sus grandes aliados.
- Datos: Q3791032